# Greci (gmina w okręgu Mehedinți)
Greci – gmina w Rumunii, w okręgu Mehedinți. Obejmuje miejscowości Bâltanele, Blidaru, Greci, Sălătruc, Valea Petrii i Vișina. W 2011 roku liczyła 1292 mieszkańców.